# Matteo Algeri
Matteo Algeri (Bergamo, 15 mei 1976) is een Italiaans voormalig beroepswielrenner.

## Carrière
Algeri liep een halfjaar stage bij Mapei, maar hij reed uiteindelijk zijn gehele professionele carrière voor Lampre-Daikin. Algeri wist geen enkele professionele overwinning te behalen. Na zijn professionele carrière werd hij ploegleider bij onder meer Fuji-Servetto.
Matteo Algeri is de zoon van oud-wielrenner Pietro Algeri.

## Grote rondes
Geen